# Bökelbergstadion

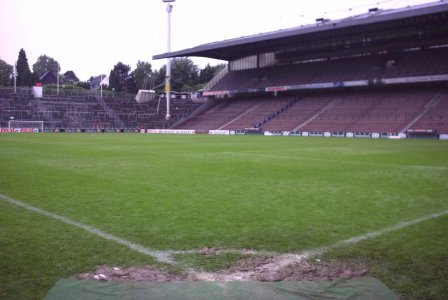
Bökelbergstadion

Het Bökelbergstadion was een voetbalstadion in Mönchengladbach, Duitsland. 

## Geschiedenis
Het was het thuisstadion van Borussia Mönchengladbach vóór Borussia-Park dat op 30 juli 2004 officieel werd geopend. Het stadion bood plaats aan 34.500 toeschouwers. Het werd geopend op 20 september 1919 onder de naam Westdeutsches Stadion. Het stadion werd in augustus 2006 gesloopt om plaats te maken voor woningen, waarvan de bouw in 2007 begon.